# 森川こころ
森川 こころ（もりかわ こころ、2005年11月2日 - ）は、日本の元モデル。
愛知県出身。かつてはチャーム所属。

## 人物
主にジュニアモデルとして活動している。四人姉弟の長女。
趣味はお菓子作りで、ブログで披露するほどの腕前、特技はフラフープ。
好きなスポーツはドッジボール。
2017年3月、中部キッズコレクションにてランウェイデビュー。

## 経歴
- 2015年10月 - デビュー。
- 2017年3月 - 中部キッズコレクションでランウェイデビュー[2]。
- 2017年5月 - 「Kawaii Art Market」イメージモデル[1][3]。
- 2018年3月 - チャーム卒業を発表[4]。